# Muscle élévateur des côtes
Les muscles élévateurs des côtes (ou muscles surcostaux ou muscles suscostaux selon l'ancienne dénomination) sont douze petits muscles de la face postérieure du thorax.

## Description
Les muscles élévateurs des côtes sont de petits faisceaux tendineux et musculaires situés entre les côtes le long de la colonne vertébrale.

## Origine
Les muscles élévateurs des côtes s’insèrent sur les processus transverses de chaque vertèbre comprise entre la septième vertèbre cervicale et la onzième vertèbre thoracique.

## Trajet
Les faisceaux partent vers le bas et latéralement comme les fibres des muscles intercostaux externes. Ces faisceaux sont nommés muscles courts élévateurs des côtes.

## Terminaison
Les muscles élévateurs des côtes se terminent sur la surface externe de la côte sous-jacente.
Au niveau de la première et de la deuxième vertèbre thoracique un deuxième faisceau s'ajoute et se termine sur les faces externes des troisième et quatrième côtes formant les muscles longs élévateurs des côtes (ou muscles surcostaux longs)..
Ces points d'insertion se situent entre le tubercule et l'angle vertébral de la côte.

## Innervation
Les muscles élévateurs des côtes sont innervés par le rameau postérieur du huitième nerf spinal cervical et les rameaux postérieurs des nerfs spinaux thoraciques.

## Fonction
En agissant sur les côtes, ils contribuent à :
- l'extension de la colonne vertébrale.
- l'inclinaison latérale de la colonne vertébrale.
- la rotation de la colonne vertébrale.

Ils interviennent lors d'une inspiration profonde et peuvent être considérés comme muscles accessoires de la respiration.